# زاون گویومچیان
زاون گویومچیان (ارمنی: Զաւէն Գույումճեան؛ زادهٔ ۱۵ مهٔ ۱۹۷۰) روزنامه‌نگار، گوینده اخبار، و مجری تلویزیون اهل لبنان است. او از ارمنی‌های لبنان است و اصالتی لبنانی-آمریکایی دارد. او همچنین از سال ۱۹۹۲ میلادی تاکنون مشغول فعالیت بوده‌است.